# Paul Langerhans (Politiker)

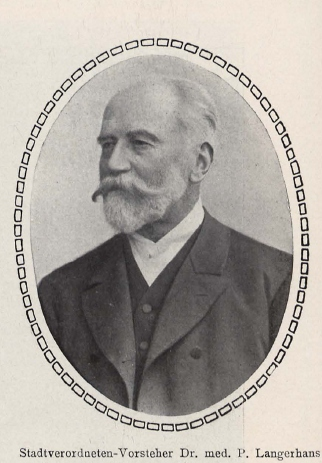
Paul Langerhans

Paul August Hermann Langerhans (* 25. Mai 1820 in Berlin; † 21. Juni 1909 ebenda) war ein deutscher Arzt und Politiker.

## Leben
Langerhans war Sohn des Architekten Friedrich Wilhelm Langerhans. Er besuchte das Berlinische Gymnasium zum grauen Kloster. Danach studierte er Medizin in Berlin, Paris und Wien. In Berlin wurde er Mitglied des Corps Neoborussia. Er wurde 1842 zum Dr. med. promoviert. Ab 1843 praktizierte er als Arzt. Er war in erster Ehe verheiratet mit Anna Luise Caroline Keibel (1824–1853) und Vater des gleichnamigen Pathologen Paul Langerhans. Seine Tochter Hulda Sophie Gertrud (* 1851) war verheiratet mit dem Architekten Gustav Knoblauch. Aus der zweiten Ehe mit Luise Sophie Clara Komitsch (1830–1897) stammten die Söhne Richard (1857–1947) und Robert Langerhans (1859–1904), die ebenfalls Ärzte wurden.
Er beteiligte sich an der Märzrevolution 1848 in Berlin, betätigte sich führend im Genossenschaftswesen und galt als Mitbegründer der deutschen Genossenschaftsbank. Bereits 1843 gründete er die Luisenstädtische Volksbank. Außerdem arbeitete er in verschiedenen Bildungs- und politischen Vereinen mit und war darüber hinaus in der evangelischen Kirche aktiv, unter anderem als Mitglied der Gemeindevertretung der St.-Thomas-Kirche (Berlin) und der Kreis- und Stadtsynode. 1861 war er Mitbegründer der Deutschen Fortschrittspartei. Später gehörte er der Deutsch-Freisinnigen Partei und schließlich der Freisinnigen Volkspartei an. Von 1864 bis 1868 war er Mitglied der Berliner Armenkommission. Ab 1875 saß er in der Berliner Stadtverordnetenversammlung. Von 1893 bis 1907 war er Stadtverordnetenvorsteher. Über 29 Jahre, von 1875 bis 1904, saß er im Preußischen Abgeordnetenhaus. Von 1881 bis 1903 gehörte er mit Unterbrechungen dem Reichstag (Deutsches Kaiserreich) an. Er setzte sich besonders für die sozialen und gesundheitlichen Belange der armen Bevölkerung ein und machte sich um die Entwicklung des Berliner Gesundheitswesens verdient.

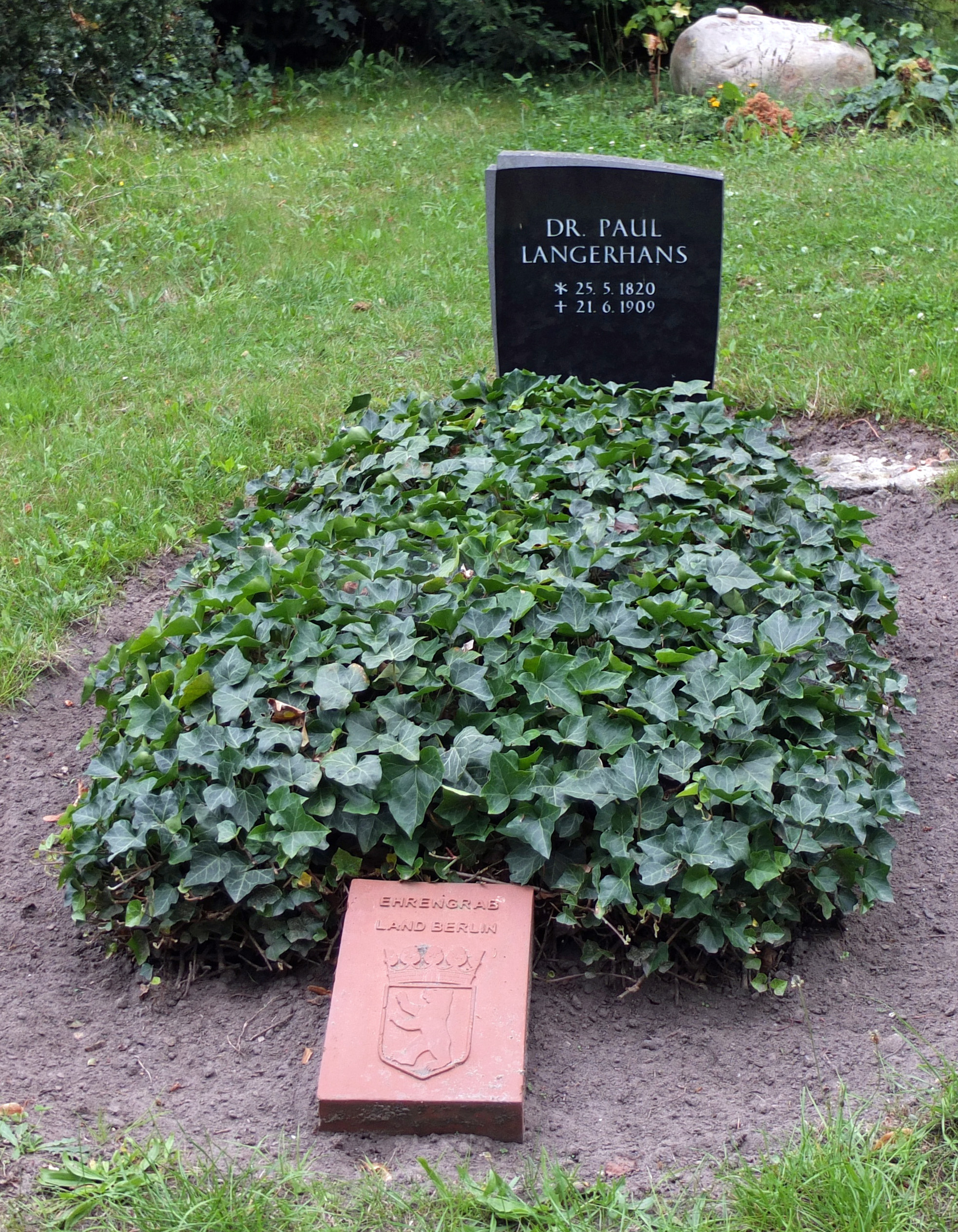
Grabstätte

Im Jahr 1900 wurde er zum Ehrenbürger von Berlin ernannt. Begraben ist er in einem Ehrengrab der Stadt Berlin auf dem Luisenstädtischen Friedhof.